# Pod Palackého vrchem
Pod Palackého vrchem (také označován jako Kampus Brno-sever, lidově Palačák) je univerzitní kampus Vysokého učení technického v Brně (VUT) nacházející se v brněnských městských částech Brno-Královo Pole a Brno-Medlánky, v blízkosti Palackého vrchu, podle něhož získal své jméno. Nejedná se však o přesně vymezený prostor, ale spíše o soustředění několika desítek budov do jedné oblasti. Stejný název jako celý kampus pak také nesou koleje Pod Palackého vrchem, které se zde nachází.
V areálu kampusu sídlí čtyři fakulty VUT, troje vysokoškolské koleje, pět menz, sportovní areál včetně haly, která byla v době otevření v roce 2006 největší víceúčelová hala pro sálové sporty v Česku, a technologický inkubátor VUT fungující ve spolupráci s JIC. V těsné blízkosti kampusu se nachází Český technologický park.

## Historie výstavby
Stavba kampusu Pod Palackého vrchem byla zahájena v 70. letech 20. století. Tehdy zde probíhala stavba výškové budovy Fakulty strojního inženýrství.
V září 2010 došlo k dokončení výstavby budovy Technická 10, čímž došlo ke kompletnímu přestěhování Fakulty elektrotechniky a komunikačních technologií do areálu kampusu. Následně proběhla výstavba budovy Technická 12 pro stejnou fakultu a také budovy Fakulty strojního inženýrství v rámci projektu NETME.
Mezi Fakultou podnikatelskou a zastávkou MHD Technologický park byl postaven Středoevropský výzkumný institut CEITEC a centrum AdMaS Fakulty stavební.
V plánu je také výstavba tréninkové atletické haly mezi ulicemi U Vodárny a Kolejní, jejíž výstavbu a provoz by zajišťovalo město Brno.

## Sídla fakult
- Fakulta strojního inženýrství (Technická 2)
- Fakulta elektrotechniky a komunikačních technologií (Technická 8, 10 a 12)
- Fakulta chemická (Purkyňova 118)
- Fakulta podnikatelská (Kolejní 4)

## Sídla výzkumných a vědeckých center
- Středoevropský technologický institut (CEITEC)
- Centrum AdMaS[2]
- Vědeckotechnický park profesora Lista[3]
- Jihomoravské inovační centrum (JIC)[4]
- Centrum nových technologií pro strojírenství (NETME Centre)[5]

## Koleje
- Pod Palackého vrchem
- Purkyňovy koleje

## Budovy
- A1 – budova FSI VUT

## Podpisy absolventů

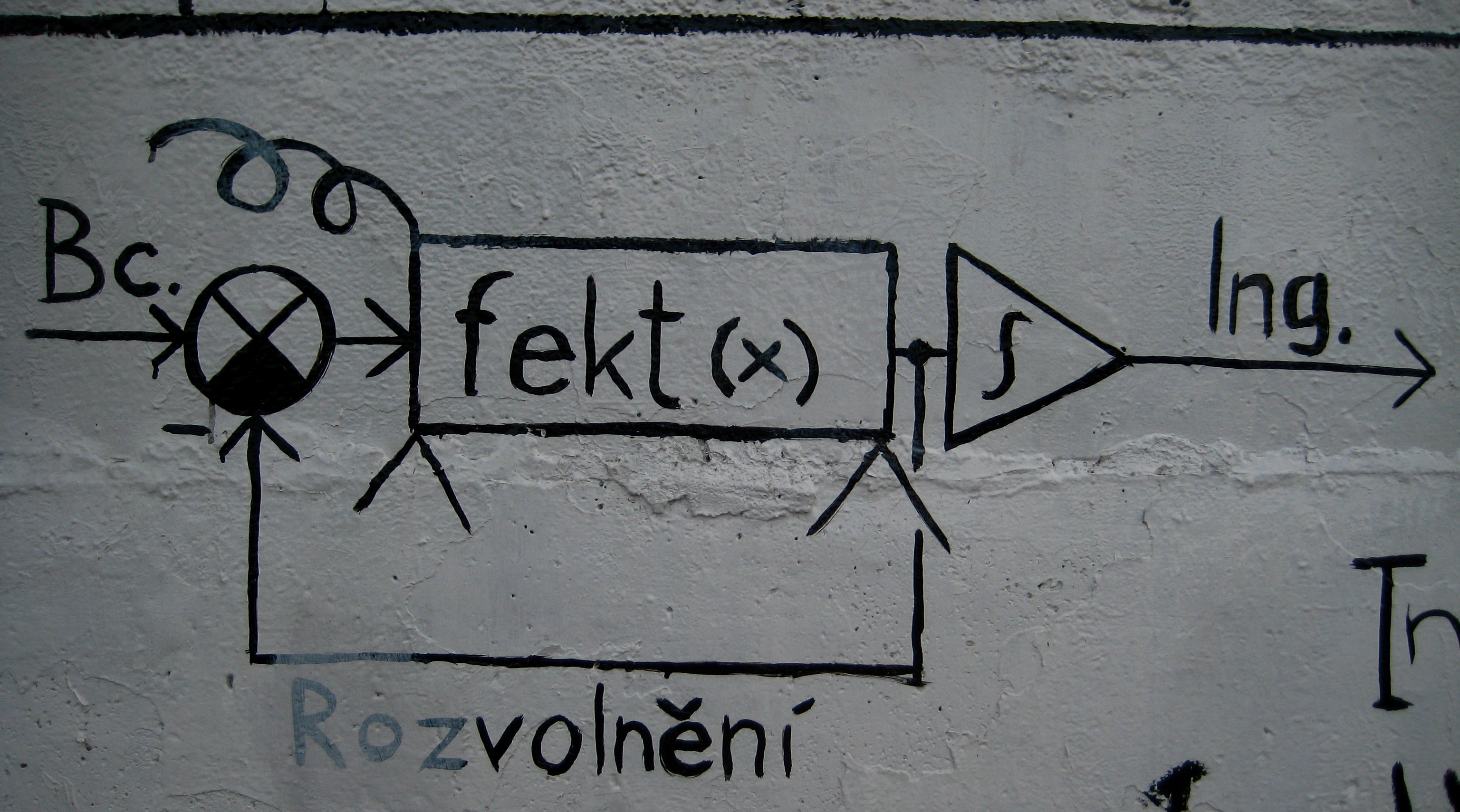
Graffiti studentů FEKTu

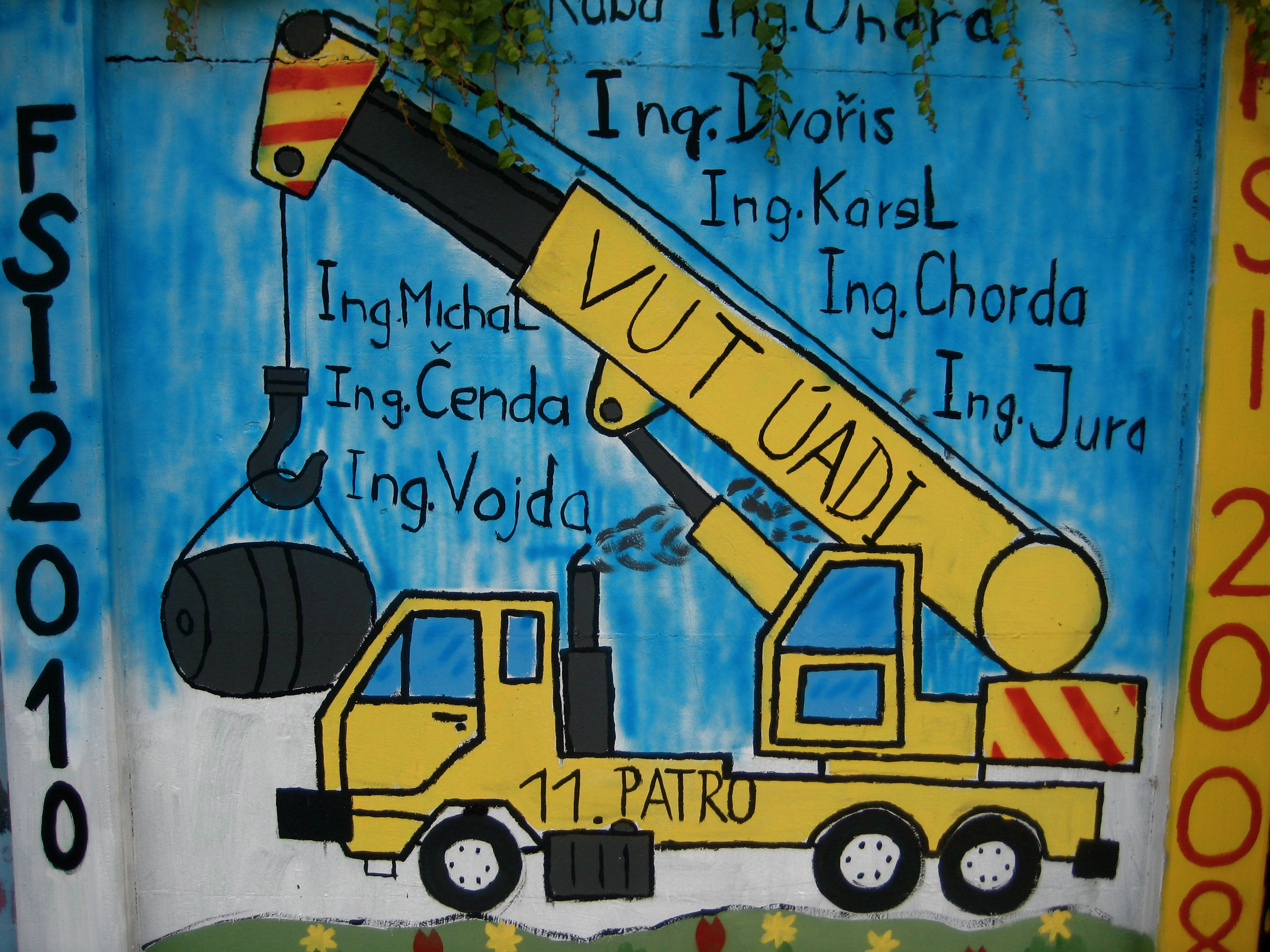
Obrázek absolventů FSI v roce 2010

Dlouhodobou tradicí absolventů fakult je každoročně umisťovat podpisy (v podobně Ing. přezdívka či Ing. křestní jméno) absolventů inženýrského studia fakult Vysokého učení technického v areálu kampusu převážně ale v areálu kolejí Pod Palackého vrchem. Podpisy absolventi umisťují například na chodníky, silnice či jiné vhodné plochy, v Kolejní ulici pak na asi stometrové zdi (označované mezi studenty jako Zeď nářků) stvoří několik oborů z blízkých fakult vtipné kreslené obrázky vztahující se k danému oboru se svými podpisy.